# 埃爾斯冰原島峰
67°21′S 55°40′E / 67.350°S 55.667°E
埃爾斯冰原島峰是南極洲的冰原島峰，位於恩德比地的維爾馬冰川南岸，處於奧伊德霍爾門山以北6公里，根據澳大利亞探險隊的測量和空中照片繪入地圖。